# Sven Meinhardt
Sven Meinhardt (* 28. September 1971 in Mülheim an der Ruhr) ist ein ehemaliger deutscher Hockeyspieler und Olympiasieger.
Sven Meinhardt spielte bei Uhlenhorst Mülheim und wurde mit dieser Mannschaft 1990, 1991, 1994, 1995 und 1997 Deutscher Meister. Von 1990 bis 1996 gewann Meinhardt mit Mülheim siebenmal in Folge den Europapokal der Landesmeister.
Der Stürmer debütierte 1990 in der deutschen Hockeynationalmannschaft. Er gewann 1991 bei der Feldhockey-Europameisterschaft den Titel und belegte bei der Junioreneuropameisterschaft 1992 den dritten Platz. Bei den Olympischen Spielen 1992 war Meinhardt in allen sieben Spielen dabei und erreichte mit der deutschen Mannschaft den ersten Olympiasieg nach zwanzig Jahren.
Dafür wurden er und die deutsche Hockey-Olympiamannschaft am 23. Juni 1993 mit dem Silbernen Lorbeerblatt ausgezeichnet.
Nach dem vierten Platz bei der Weltmeisterschaft 1994 gewann Meinhardt 1995 zum zweiten Mal die Feldhockeyeuropameisterschaft. Meinhardt beendete seine Karriere in der Nationalmannschaft bei den Olympischen Spielen 1996, als die deutsche Mannschaft den vierten Platz belegte. Insgesamt spielte Meinhardt in 101 Länderspielen mit.